# San Martín de Turumbán
San Martín de Turumbán és una població de Veneçuela localitzada a ribes del riu Cuyuní, al municipi autònom Sifontes de l'estat Bolívar, localitzada a 3 km de l'Illa Anacoco i front a la zona a disputa entre Guiana i Veneçuela coneguda com a Guaiana Esequiba. És l'única regió veneçolana que es parla l'anglès.

## Història
El poble Akawaios dominava la regió compresa entre la Guaaana Esequiba i l'Estat Bolívar. El territori Esequibo és el territori on aquest poble arahuaco conformà en si una nació ameríndia dins d'aquest territori a disputa, la qual xocà amb els interessos dels afrodescendents (negres) guianesos, els qui, per intermedi del poder britànic a la zona, s'apoderaren del territori. Això portà com a conseqüència la transculturització dels seus descendents, els qui adoptaren, per obligació la llengua anglesa, atès que els fou prohibit parlar la llengua nativa, l'arahuaco. De fet, considerant-se ciudatans veneçolans, els amerindis iniciaren a l'any 1969 ho que fou denominat “La Revolta de Rupununi”, quan aquests indígenes proclamaren la seva independència del govern guianès, declarant la lliberació de l'Esequibo, foren repel·lits i expulsats del territori en qüestió, exiliant-se a Veneçuela i Brasil i instal·lant-se a l'estat Bolívar formant comunitats als municipis Sifontes i Gran Sabana on es radicaren, formant comunitats bilingües, anglès-espanyol, com San Flaviano, San Martín de Turumbán i Araymatepuy, entre d'altres. On novament van patir altra transculturització idiomàtica, aquesta vegada pel castellà.